# Tirimas da Macedónia
Tirimas ou Tirimo (em grego clássico: Τυρίμμας) foi um rei do antigo reino grego da Macedónia, durante a segunda metade do Século VIII a.C..
Na sua obra "História do Mundo", Sir Walter Raleigh afirma que Carano, liderando a colónia para a região da Macedónia, observou um rebanho de cabras a fugir de uma tempestade e seguiu-as, então, até os Portões de Edessa. Pelo culminar de fatores como chuva forte, nevoeiro e o escuro que se fazia, os habitantes foram apanhados de surpresa e Carano tomou a cidade sem resistência. Logo em seguida, destronou Cisseu e tornou-se governante da Macedónia. Depois de governar por cerca de 28 anos, foi sucedido pelo filho Ceno, que governou durante 12 anos. Ceno foi sucedido pelo seu filho mais velho, Tirimas, que governou por 28 anos. Tirimas foi seguido por Pérdicas I. Estas durações são, contudo, incertas, sendo que segundo a Crónica de Eusébio de Cesareia a duração do seu reinado seria de 43 anos.